# 埃米嫩斯 (印第安納州)
埃米嫩斯（英語：Eminence）是位於美國印地安納州摩根縣的一個非建制地區。該地的面積和人口皆未知。